# Meia de leite
A meia de leite é uma bebida quente de Portugal, que consiste num café com leite, servido numa chávena grande. A proporção de café para leite, desta bebida é de 1:1, daí o nome «meia de leite», porque metade do conteúdo desta bebida é leite.
A meia de leite distingue-se do galão, porquanto aquele vem num copo alto com cerca de 1/4 do café, 3/4 espuma de leite. Também difere do garoto, que apesar de também ser uma bebida que mistura café com leite, se distingue pelas dimensões mais reduzidas, porquanto só contem o chamado "pingo" de leite e é servido numa chávena pequena de café.